# Оутман (Аризона)
Оутман (енгл. Oatman) насељено је место без административног статуса у америчкој савезној држави Аризона.

## Демографија
По попису из 2010. године број становника је 135.
| Група             | 2000.    | 2010.       |
| Белци             | 0 (0,0%) | 121 (89,6%) |
| Афроамериканци    | 0 (0,0%) | 2 (1,5%)    |
| Азијати           | 0 (0,0%) | 2 (1,5%)    |
| Хиспаноамериканци | 0 (0,0%) | 8 (5,9%)    |
| Укупно            | 0        | 135         |